# Santé en Côte d'Ivoire
La Santé en Côte d'Ivoire repose sur un système dont la configuration émane des traditions africaine animiste, arabe musulmane d'une part ainsi que de la médecine européenne occidentale et, plus récemment de la médecine chinoise. Ce système comprend une organisation hospitalière spécifique, diverses institutions chargées de soins ou de recherches, de prévention et d'éducation sanitaire mais également de formation de praticiens.
La santé en Côte d'Ivoire met à contribution les professions médicales et paramédicales qui sont en relation avec les populations ainsi que le système de prévoyance et de protection sociale.
Elle reste cependant, tributaire d'un réseau traditionnel peu structuré mais fortement actif sur le territoire de Côte d'Ivoire comme dans de nombreux autres États d'Afrique.

## Historique

### À l'origine, des médecines populaires

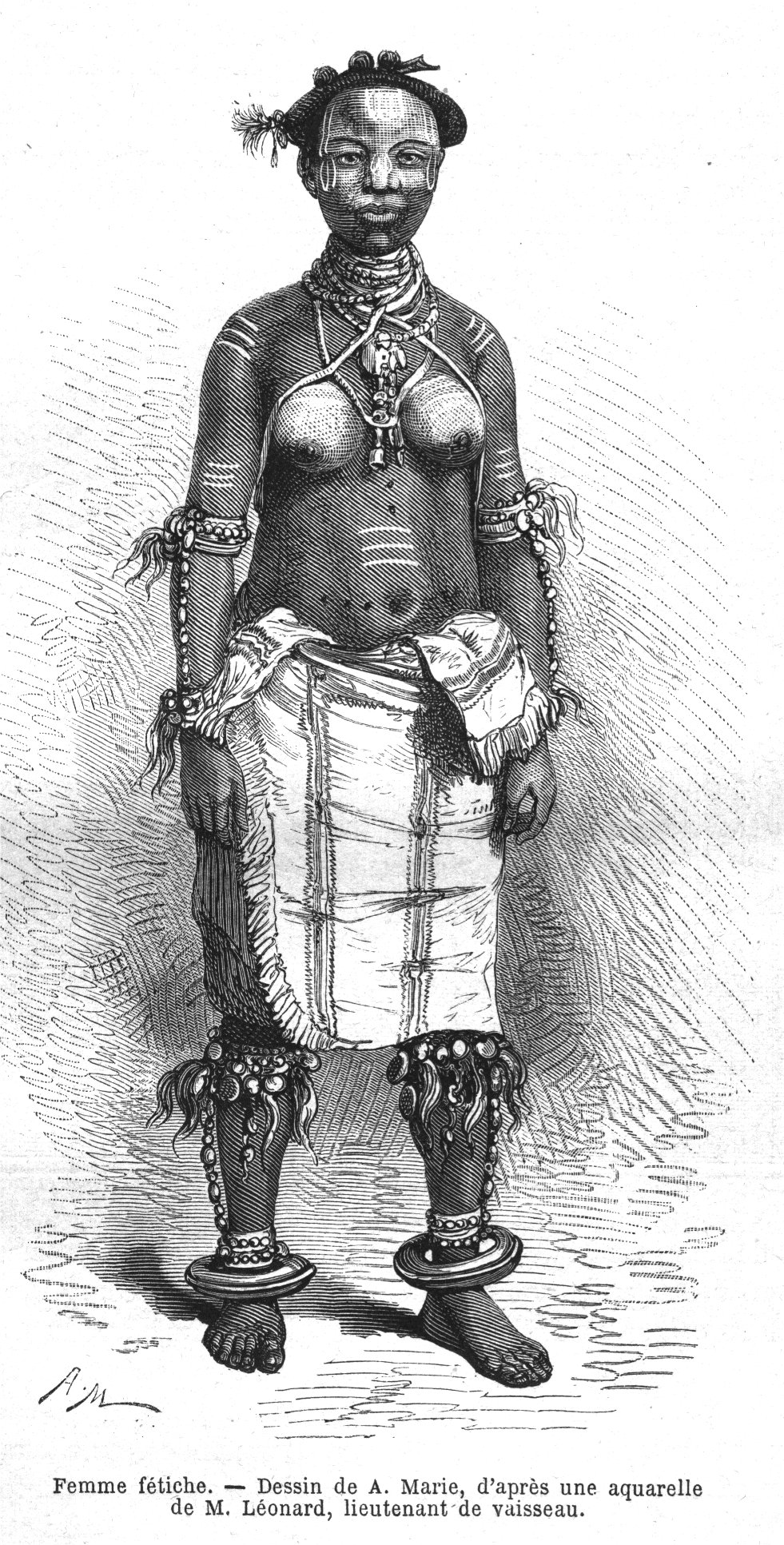
Féticheuse de Grand-Bassam.
En Côte d'Ivoire, la médecine est d'origine animiste

En Côte d'Ivoire, comme dans de nombreux pays d'Afrique, la médecine est d'origine animiste et sa pratique remonte à la Préhistoire. Seules sont cependant mieux connues les pratiques médicales traditionnelles observées dans les courants culturels qui se sont installés progressivement dans le pays, entre le XVe siècle et le XVIIIe siècle notamment, le courant agni-baoulé en provenance de l'actuel Ghana, le courant koulango-lobi venant de l'actuel Burkina Faso, le courant Bambara-malinké provenant du Mali et le courant Kru.
Il s'agit d'une médecine populaire, pour une large part, fondée sur les conditions de vie offertes par le milieu naturel. Elle s'appuie aussi sur la manière dont la maladie ainsi que son traitement sont perçus dans la vie et les croyances des populations. Dans cette perspective, la maladie, souvent assimilée à un phénomène religieux, apparaît comme la sanction d'une infraction aux interdits religieux ou communautaires et se gère par un guérisseur (nigumon en senufo, flabola en malinké, gozenognon en Dida, arêfwê en baoulé) qui soigne à l'aide de remèdes confectionnés pour l'essentiel, à base de plantes naturelles (phytothérapie) ; la gestion de la maladie peut cependant être confiée à un devin-guérisseur (Tienfollo en senufo, flêlikêla en Malinké, zriblegnon en Dida, komien en Baulé) qui recherche l'origine métaphysique du mal avant d'agir. Sur le plan psychologique, l'efficacité de cette approche est indéniable. Diverses affections sont également effectivement traitées par cette médecine. En revanche, son impuissance s'est avérée face aux ravages provoqués par les endémies tropicales, aggravées dans de nombreux cas par des conditions de vie assez précaires.
Une autre médecine populaire, d'origine arabo-musulmane, s'est introduite en Côte d'Ivoire précoloniale entre le XVIIe siècle et le XIXe siècle à la faveur de la décadence de l'Empire du Mali et de la dispersion de son aristocratie. Le marabout en est le personnage-clé mais un waliyu (tout fidèle musulman détenteur du don de guérison) ou un dioulas (commerçant) ou encore un imam (arabe : علِمي [olimi]) peuvent le suppléer.
Les médecines dites savantes (en raison de leurs traditions écrites et formalisées) font, par la suite leur apparition. Il s'agit d'une part de la médecine européenne occidentale qui s'installe avec la colonisation et, d'autre part, de la médecine chinoise, apparue dans le pays après son indépendance.

### La médecine  européenne accompagne la colonisation du pays
La médecine européenne occidentale s'instaure avec la colonisation du pays par la France. Entre 1905 et 1921, la « mise en valeur du territoire » et l'installation de l'administration coloniale sont accompagnées par l'organisation d'un service de santé fortement centralisé et articulé autour du docteur en médecine qui, en règle générale, est un médecin militaire. Ce système de santé regroupe une direction des services assistée d'un conseil de santé, un service pour les troupes coloniales, un service des établissements hospitaliers, des services de police sanitaire maritime, de la protection contre les épidémies et les endémies, des services d'hygiène et de la santé publique. En marge de ce dispositif sanitaire réservé aux Européens, il est créé pour les populations autochtones, le service de l'Assistance médicale indigène (AMI). L'AMI intervient dans des dispensaires et des postes médicaux près desquels des unités de consultation sont ouvertes.
Les rapports des médecins sur la situation sanitaire de l'ensemble du territoire, révèlent un taux particulièrement élevé de mortalité infantile et signalent les maladies de carence, la malnutrition, un parasitisme pathogène extraordinairement prolifique, ainsi que la fièvre jaune, le paludisme et la trypanosomiase constituant des fléaux sanitaires vite transformés en raz-de-marée. Ces maladies tropicales appellent une riposte appropriée fondée sur la médecine tropicale alors en voie d'émergence.
En conséquence, il est mis en œuvre entre 1921 et 1945, une « politique de santé de masse ». Elle se développe avec quelques innovations dans le domaine de l'assistance psychiatrique et de la lutte contre la trypanosomiase. Cependant, le pays bénéficie, à partir de 1946, des retombées de la politique de modernisation des territoires d'outre-mer. Celle-ci a pour ambition, au moyen de plans quadriennaux d'améliorer le rendement de la médecine des soins et de la médecine prophylactique. Elle vise également à promouvoir la recherche médicale, à assurer le recrutement et la formation de personnel mais aussi à imprimer une plus grande efficacité à la gestion administrative.
Cette nouvelle impulsion permet au système de santé de se consolider par la création de nouveaux services notamment, l'inspection médico-scolaire, la protection maternelle et infantile, l'aviation sanitaire, la médecine du travail, le service médical pénitentiaire. Apparaissent également, le comité de lutte contre l'alcoolisme, le centre de rééducation sociale ainsi que les services assez spécialisés de radiologie, d'oto-rhino-laryngologie, d'ophtalmologie et de médecine dentaire.
En tout état de cause, faute de volonté politique, la médecine européenne s'est confinée dans la fraction la plus aisée de la population et n'a pu véritablement concurrencer la médecine traditionnelle à laquelle la majeure partie de la population est restée fidèle. En raison de son efficacité, elle s'est cependant présentée comme un phénomène irréversible dans une culture ivoirienne en émergence à la veille de l'indépendance du pays.

### La médecine chinoise s'établit plus récemment

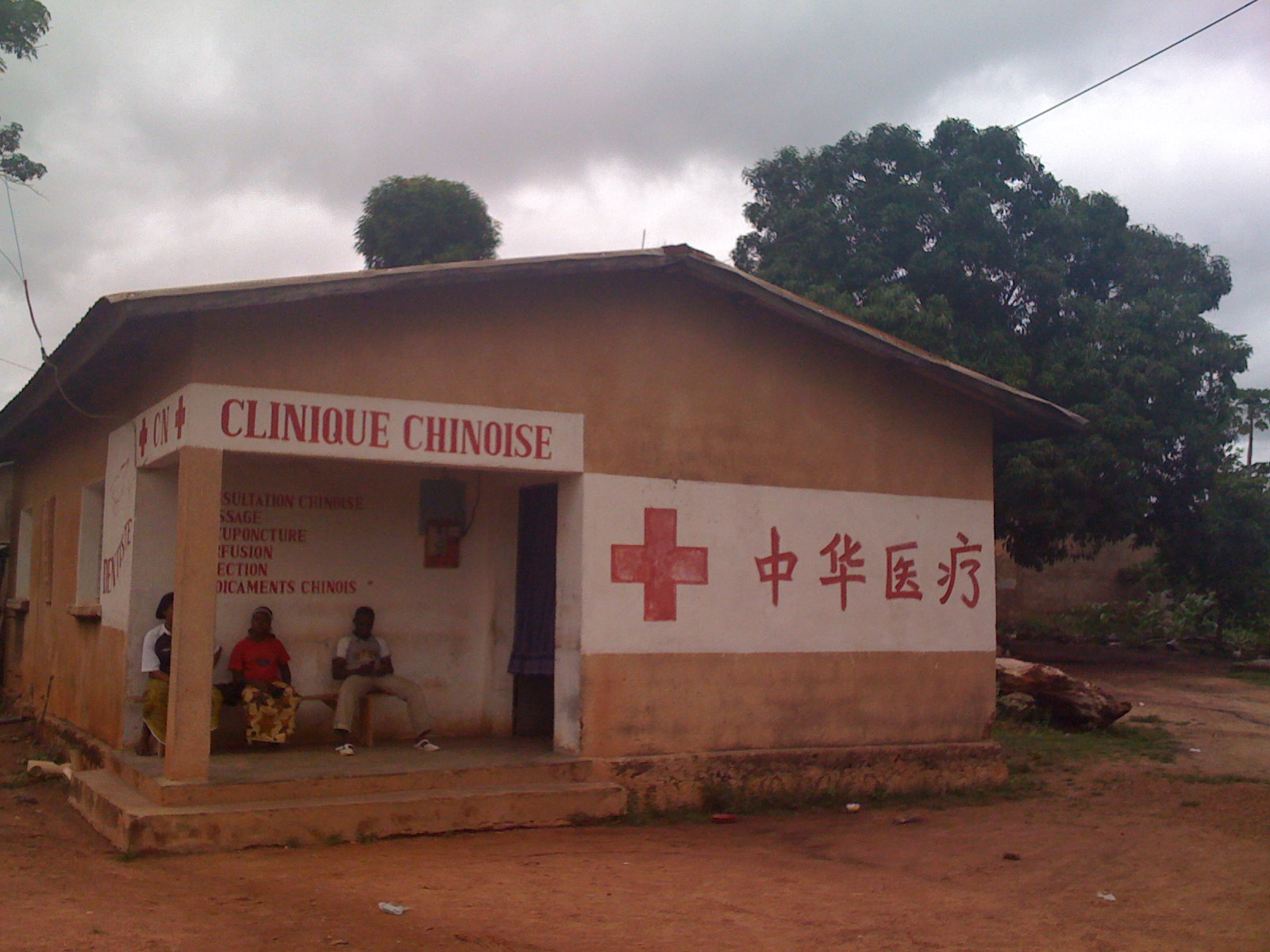
« Clinique chinoise » sur une voie principale de Ferkessédougou, au Nord du pays

La médecine chinoise s'établit en Côte d'Ivoire à une date beaucoup plus récente que la médecine européenne occidentale et en tous les cas, après l'indépendance du pays. Elle se fait connaître de prime abord par l'acupuncture puis diversifie progressivement son champ d'intervention en l'étendant entre autres, à l'homéopathie, à la phytothérapie ou à l'auriculothérapie. Dans certains cas, plutôt rares, elle s'appuie sur des moyens modernes de diagnostic fondés sur l’imagerie médicale mis en œuvre par un personnel technique relativement qualifié. Des médicaments sont vendus sur place aux patients. Ils sont jugés relativement chers et hors de portée pour de nombreux patients. Toutefois dans la plupart des cas, ce sont des « cliniques chinoises » ou même la rue qui procurent à bon marché des médicaments traditionnels chinois à ceux qui se détournant, pour diverses raisons, de la médecine et de la pharmacothérapie modernes. La ville chinoise de Nánchōng (南充) est citée comme étant le lieu de provenance de certains médicaments tandis que d'autres émanent d'un groupe pharmaceutique situé à Tiānjīn (天津). Un vaste réseau constitué de milliers de distributeurs locaux, en quête de marges bénéficiaires importantes, appuie la diffusion de ces produits dont la politique de vente repose sur un système de vente multiniveau et de bénéfices à la chaîne. Les gains pour certains distributeurs peuvent atteindre 500 % et même 1000 %. Ces distributeurs peuvent également gagner, en guise de récompenses, une voiture ou un séjour touristique à Pékin.
Cependant, une série de reproches sont adressés à différents acteurs de cette médecine ; en particulier, leur manque de qualification professionnelle, la commercialisation sans discernement de produits chimiques aux effets méconnus, la vente de ces produits dans les véhicules de transport en commun ou dans les coins de rue, l'encouragement à une forme d'automédication d'autant plus dangereuse que de nombreux produits peuvent engendrer des effets toxiques.
En tout état de cause, ces médicaments considérés comme faisant partie des nouveaux risques pour la santé des Africains, sont dénoncés par l’Ordre des pharmaciens de Côte d’Ivoire qui espère que les pouvoirs publics ivoiriens prennent des décisions fermes sur la question des médicaments chinois et d'une manière générale sur celle des médicaments de la rue à l'image notamment de la Sierra Leone qui n'hésite pas à interdire de tels produits dont le potentiel toxique a déjà fait l'objet de plusieurs publications scientifiques en Chine même
.
Il convient de noter qu'en 1999, dans une tentative d'organisation et d'assainissement du secteur de la médecine chinoise, il a été créé l'Association nationale des auxiliaires de médecine chinoise en Côte d'Ivoire (Anadamci).

## Politique et système de santé

### Politique sanitaire

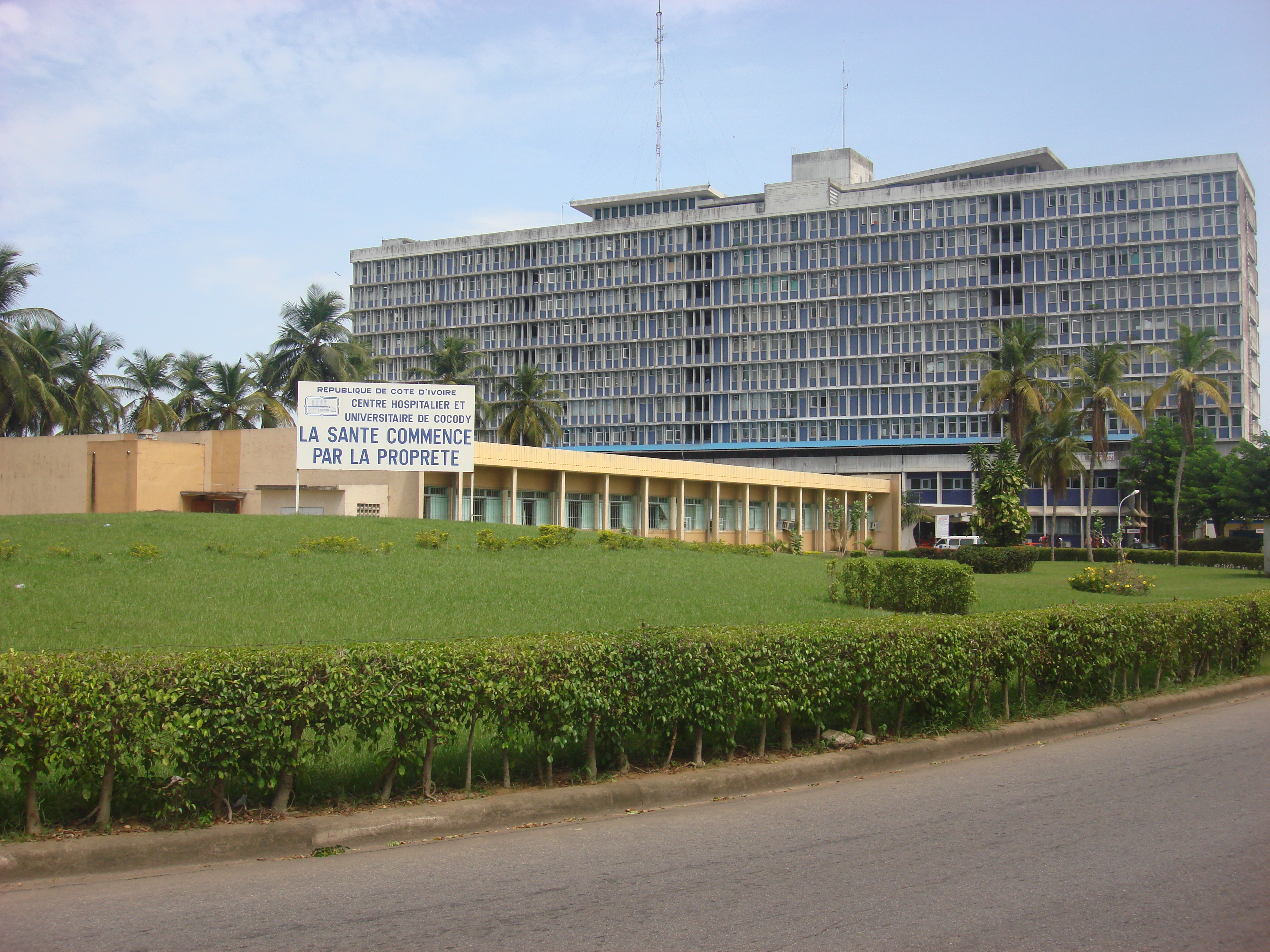
Le Centre hospitalier universitaire de Cocody, à Abidjan

Le territoire ivoirien avec ses 322 462 km2 habités par plus de 26,5 millions de personnes en 2017 dont 49 % de femmes, présente une densité moyenne relativement faible de 49 habitants par km2. Le taux de croissance de la population, estimé en 2008 à 1,96 %, comparable à celui des autres pays de l'Afrique sub-saharienne reflète la différence entre un important taux des naissances (34,26 pour 1 000) et un faible taux de décès (14,65 pour 1 000). L'espérance de vie se situe à 49,18 ans, soit l'un des plus faibles taux de la planète. La situation économique difficile du pays explique en partie cet état de fait qui se traduit également par un indice de pauvreté humaine – la proportion de personnes en dessous du seuil de développement humain admis – de 37,4 % en 2009, classant ainsi le pays au 119e rang sur 135 pays pour lesquels cet indice a été calculé.
La pauvreté des populations reste le déterminant par excellence de santé. Elle s'inscrit, elle-même, dans un contexte de paupérisation générale caractérisé par la détérioration de l’environnement, la mauvaise qualité de l’eau, de sérieux problèmes d’assainissement, une urbanisation trop rapide et mal maîtrisée favorisant la promiscuité et la recrudescence des maladies infectieuses, le faible taux de scolarisation des enfants, l'analphabétisme chez les adultes et en particulier les femmes mais également, au niveau de l'État, par l'insuffisance des budgets consacrés à la santé.
Tenant compte de la pauvreté des populations, l'État ivoirien a dû opter au départ pour la gratuité des soins. Mais cette politique s'est avérée non seulement assez onéreuse pour les finances publiques mais encore porteuse d'un double déséquilibre d'une part, entre Abidjan et les villes de provinces et, d'autre part, entre les zones urbaines et les milieux ruraux. Cette option a été progressivement abandonnée à partir de 1978. Parallèlement, la Côte d'Ivoire a souscrit à divers objectifs et principes définis à des niveaux supranationaux pour affiner et conduire sa politique sanitaire nationale : la déclaration d’Alma Ata en 1978 qui met en exergue les soins de santé primaire ; l’approche District en 1985 qui privilégie le développement de secteurs sanitaires basés sur une unité opérationnelle ; l’initiative de Bamako en 1987 centrée sur l'appel à la participation communautaire pour le développement sanitaire ; et en 2000, les Objectifs du millénaire pour la santé (OMS) issus des Objectifs du millénaire pour le développement (OMD). Ces OMS pour l’an 2015 visent à éradiquer l’extrême pauvreté, réduire la mortalité infantile de 2/3, réduire de 3/4 le taux de mortalité maternelle, lutter contre le VIH-SIDA et autres endémies, diviser par 2 le nombre de personnes n’ayant pas accès à l’eau potable et favoriser l’accès aux médicaments essentiels.
Encadrés par ces objectifs, les pouvoirs publics ivoiriens affichent l'ambition d’assurer une politique de soins équitables et de qualité à l’ensemble de la population notamment dans le cadre de la stratégie nationale de réduction de la pauvreté. Le pays s’est doté, en juin 1996, d’un Plan national de développement sanitaire (PNDS) pour la période 1996-2005. Ce PNDS se focalise sur l’état de santé et le bien être des populations. Il prévoit la mise en adéquation de l’offre des prestations sanitaires et des besoins essentiels de celles-ci c'est-à-dire, réduire la morbidité et la mortalité liées aux grands problèmes de santé, améliorer l’efficacité globale du système et la qualité des prestations sanitaires. Il vise l’amélioration de l’accessibilité aux services sanitaires, la promotion des soins de santé primaires par le PMA, l'amélioration de la gestion, l'amélioration de la multisectorialité et du partenariat, le développement et l'utilisation optimale des ressources humaines, la promotion de la recherche. Mais ces actions engagées par l’État ivoirien dans le cadre du programme national de développement sanitaire se sont vues sérieusement contrariées par la guerre qui, par ailleurs, a occasionné une réduction des ressources publiques et une limitation de celles allouées à la santé à seulement 7 % du budget national.

### Système de santé

#### Organisation
Le système de santé ivoirien, structuré de manière pyramidale, est organisé autour de deux composantes : l'une administrative et l'autre médicale. Chaque composante comprend trois niveaux.
Sur le plan administratif, le système distingue un niveau central comprenant le Cabinet ministériel ainsi que les services qui lui sont rattachés, deux directions générales et huit directions centrales ; puis, un niveau intermédiaire constitué de dix-neuf directions régionales ; et enfin, un niveau périphérique ou opérationnel regroupant les quatre-vingt-cinq districts sanitaires chargés notamment de la mise en œuvre des soins de santé primaires (SSP).
La composante médicale présente, pour le secteur public, un niveau primaire comprenant les établissements sanitaires de premier contact. Il s'agit des centres de santé urbains et ruraux, véritables points d'entrée du système sanitaire. Le niveau secondaire de cette composante est constitué par les établissements sanitaires de premier recours ou de référence pour les malades provenant du niveau primaire. Ce sont les hôpitaux généraux, les centres hospitaliers régionaux et certains centres hospitaliers spécialisés. Enfin, un niveau tertiaire comprenant les établissements sanitaires de second et dernier recours. Il s'agit des quatre centres hospitaliers universitaires, de l'institut de cardiologie d'Abidjan, de l'institut Raoul-Follereau d’Adzopé, de l'institut national d'hygiène publique de Treichville, du service d’aide médicale urgente d’Abidjan et de l’Institut national de santé publique d’Abidjan.
Ces formations sanitaires publiques sont appuyées par un faisceau assez diversifié d'hôpitaux et de cliniques privées parmi lesquels l'on distingue notamment la polyclinique internationale Sainte Anne-Marie, la polyclinique internationale Hôtel Dieu Abidjan ou encore la polyclinique internationale de l'Indénié. Mais l'offre globale de soins par les opérateurs privés est répartie sur 25 hôpitaux abritant 254 lits, 28 cabinets médicaux, 11 cabinets dentaires, 212 infirmeries privées ainsi que 82 entreprises propriétaires de 383 pharmacies et 243 dépôts de pharmacie. Le secteur associatif intervient depuis 1997 au moyen de formations sanitaires urbaines à base communautaire.
Si certaines formations sanitaires du secteur privé ivoirien ont un niveau d'équipement comparable voire supérieur à celui des formations publiques, d’autres en revanche constituent de véritables dangers pour les populations.

#### Fonctionnement

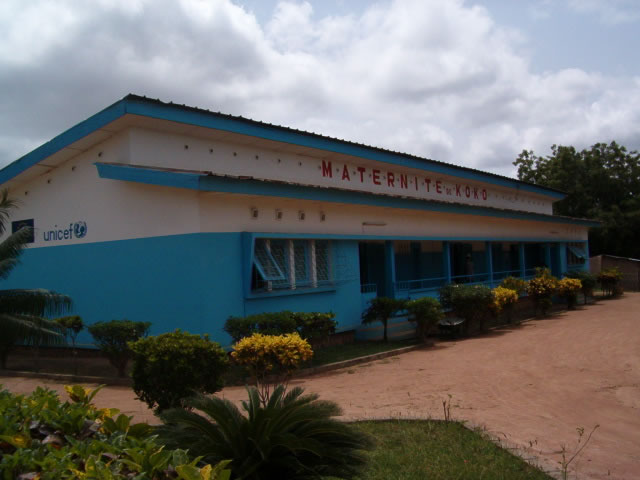
Maternité du quartier Koko à Bouaké

En Côte d'Ivoire, le système moderne de santé est, pour l'essentiel, supporté par l'État ivoirien. Celui-ci assure le financement du fonctionnement de son administration au moyen de subventions d'équilibre accordées aux établissements publics nationaux ou de dotations financières octroyées aux établissements de soins gérés en régie et aux structures administratives. L'État réalise en outre la plupart des investissements.
Jusqu'en 1994, les soins dans les structures publiques ont été totalement gratuits en Côte d'Ivoire. Toutefois, dans un contexte de crises marquées par l’insuffisance des ressources financières de l'État qui supporte la majeure partie du système de santé publique, les ménages et le secteur privé sont mis à contribution pour le financement de la santé même dans les structures publiques. Ainsi, depuis octobre 1994, les actes de santé sont facturés et une redevance est perçue auprès des usagers des établissements sanitaires publics. Les bénéficiaires des soins payent directement les prestations ou par le moyen d'un système d'assurances, de mutualisation ou de financement communautaire.
Pour les travailleurs des secteurs publics et privés trois organismes assureurs aident à faire face à la situation. S'agissant du secteur privé, c'est la Caisse nationale de prévoyance sociale (CNPS) qui est chargée de la gestion du régime général de la protection sociale en Côte d'Ivoire. D'un point de vue médical, cet organisme couvre les accidents de travail et les maladies professionnelles de salariés qui y sont déclarés et dont les primes sont versées par les employeurs. La CNPS fait appliquer une réduction de tarification des actes pour les patients justifiant d'une carte qu'elle délivre. Les prestations de la CNPS couvrent plus d'un million de salariés du secteur formel. Bien que l'affiliation à la CNPS soit obligatoire pour les salariés du secteur privé, de nombreux employeurs n'y déclarent pas leurs employés.
En ce qui concerne le secteur public, la Caisse générale de retraite des agents de l'État est un élément du dispositif de prise en charge de la santé mais c'est surtout la Mutuelle générale des fonctionnaires et agents de l'État (MUGEF-CI) qui en constitue la clé de voûte. L'adhésion y est obligatoire avec des prélèvements sur le salaire ou la pension pour tout fonctionnaire en activité ou à la retraite. La MUGEF-CI qui constitue plutôt une assurance complémentaire obligatoire, couvre à 70 % les remboursements de produits pharmaceutiques, des soins dentaires et de l'optique. La MUGEF-CI couvre les fonctionnaires et leurs familles. Elle regroupait 132 000 adhérents et 467 000 bénéficiaires (1996). Les bénéficiaires ont accès au secteur privé et notamment aux officines privées de pharmacies qui réalisent avec la MUGEF-CI un quart environ de leurs chiffres d'affaires. La Mutuelle générale des fonctionnaires et agents de l'État est cependant, structurellement déficitaire victime à la fois d'une mauvaise gestion et de l'utilisation frauduleuse de ses prestations.
Quelques autres mutuelles de santé d'initiatives communautaires existent néanmoins et notamment à Abidjan. Elles sont basées sur l'origine ethnique, l'appartenance religieuse, le genre, la profession ou la proximité géographique. Les cotisations y sont mensuelles et relativement faibles (de 200 à 1 000 FCFA par mois) et le montant de l'appui octroyé par ces structures est fixe (par exemple 30 000 FCFA pour une hospitalisation). Leur action de solidarité face à la maladie est pour l'essentiel, focalisée sur les médicaments et les grands accidents de santé.
Il existe également officiellement depuis 3 octobre 2001, un régime d'assurance maladie obligatoire connu sous le nom de l'Assurance maladie universelle (AMU) mais qui n'a pu véritablement démarrer en raison, selon les pouvoirs publics ivoiriens, de la crise politico-militaire. Ce projet d'Assurance maladie universelle (AMU) a pour vocation de s'appliquer à toute la population et prévoit deux caisses ainsi que deux régimes séparés d'assurance maladie ; l'un pour le secteur agricole et l'autre pour les autres secteurs. Chaque régime dispose d'une caisse autonome mais un organisme commun assure le recouvrement et la gestion des ressources. La loi prévoit que la couverture complémentaire des risques supportés par l'AMU soit prise en charge par des entreprises d'assurance, des mutuelles ou des institutions de prévoyance sociale. Le secteur privé demeure cependant assez réservé vis-à-vis de ce nouveau système en raison de ce que les entreprises ont déjà des contrats d'assurances pour leurs employés et ne souhaitent pas voir la mise en place d'un système obligatoire qui n'a pas encore fait ses preuves et qui obligerait celles-ci à prévoir, par précaution, une double couverture.
À côté de ces assurances maladie obligatoires ou de type communautaire, se développe l’assurance maladie privée à but lucratif. Environ 20 compagnies d'assurance privées offrent dans ce pays un « produit santé » (1995). Ces entreprises proposent une assurance maladie à des conditions de financement et d'accès qui varient fortement mais les primes sont généralement prélevées sur les salariés par les entreprises qui les reversent aux compagnies d'assurance privées, augmentées de leur propre contribution. Selon les prestations couvertes, le montant de ces primes varie entre 150 000 et 300 000 FCFA par an. Les prestations fournies englobent une gamme classique de prestations curatives, d'examens médicaux et de médicaments ainsi que la prise en charge de frais d'hospitalisation.
D'une manière générale, à côté d'une médecine d'entreprise naissante, la loi impose aux employeurs de fournir à leurs employés des prestations médicales préventives, des soins en cas d'accident et des visites médicales régulières.

#### Faiblesses du système
Les formations sanitaires publiques sont cependant confrontées à de sérieux problèmes liés au déficit de matériel médical ou d'effectifs : un médecin pour 9 908 habitants, un infirmier pour 2 416 habitants, une sage-femme pour 2 118 femmes en âge de procréation.
Le ministère ivoirien de la santé publique s'organise dans une optique de lutte contre l’éparpillement et le chevauchement des structures et, de ce fait, œuvre également au renforcement des capacités de ses services chargés de l'orientation, de la supervision et du contrôle. Il espère ainsi aboutir à une rationalisation de l’administration centrale et des services déconcentrés. Ce ministère gère en particulier le secteur public de santé mais il veille aussi à réguler et à encadrer le secteur privé.
Le système sanitaire public ivoirien est constitué d'un ensemble de 1 262 structures sanitaires réparties en quatre niveaux. Ces structures sont classées suivant la pyramide sanitaire qui a fait l’objet d’une actualisation en 1996.
En 2001, le personnel public chargé de la santé est seulement de 16 308 personnes répartis dans différentes catégories d'emplois : personnel médicaux (1 700), personnel de soin non médicaux (9 114), personnels administratifs et sociaux (2 167), personnels techniques (700) et personnels des services généraux (2 627). Le système offre un médecin pour 9 000 habitants, un infirmier pour 1 700 habitants et une sage-femme pour 1 900 habitants.
Chaque année de nouveaux cadres supérieurs de la santé formés dans les universités de Bouaké et d’Abidjan et de nouveaux agents de santé issus des Instituts de formation des agents de la santé (INFAS) sont mis à la disposition des formations sanitaires du pays. Pourtant, la situation sanitaire du pays est jugée préoccupante et l’accès aux soins de santé difficile.  même si par ailleurs, la couverture vaccinale jugée bonne a permis l’éradication de plusieurs maladies endémiques.
L'une des principales difficultés identifiée en Côte d'Ivoire dans le domaine de la santé concerne la couverture sanitaire très disparate sur l'étendue du territoire, aussi bien pour les soins de santé primaires que pour les soins secondaires et des spécialités. Cette situation s’expliquerait par divers facteurs parmi lesquels sont cités l’insuffisance des ressources humaines et financières, la pénurie qui prévaut dans les formations sanitaires publiques, les pesanteurs de la tradition et l’ignorance des populations qui poussent les patients plutôt vers des solutions dites « traditionnelles ». Une minorité de citoyens, économiquement favorisés, se soignent dans des cliniques privées ou hors du pays, laissant la majeure partie des populations, moins nanties, à la charge des formations publiques, des organisations internationales et d'organisations non gouvernementales caritatives ou confessionnelles étrangères.

## Soins de santé

### Carte médicale
L’évolution du système sanitaire ivoirien n'a pu, sur le plan épidémiologique, réduire la large domination des maladies infectieuses et parasitaire conduisant à un état de santé des populations assez préoccupant. Il est même noté une dégradation générale des indicateurs entre 1988 et 1998. Par exemple, le taux brut de mortalité de 12, 3 % en 1988 passe à 13,9 % en 1998. Le Taux de mortalité infantile qui en 1988 est déjà de 97 pour mille monte à 104 pour mille en 1998. L’espérance de vie à la naissance qui était de 55,7 en 1988 est descendu à 50,9 ans en 1998.
La situation épidémiologique reste assez alarmante. Elle est caractérisée par une prépondérance des maladies infectieuses, à l’origine d’un taux de morbidité de plus de 50 % à 60 % et d’un taux élevé de mortalité estimé à 14,2 pour 1000. La frange de la population la plus touchée est féminine. Il a été observé que 7 % de la population ivoirienne était infectée en 2003, soit 570 000 personnes vivant avec le VIH, pour 47 000 décès par an,. Ces chiffres sont en hausse et demeurent une préoccupation pour le Ministère de la lutte contre le SIDA, spécialement créé pour faire face au fléau. Outre l’infection à VIH/SIDA, l'on note également la tuberculose et le paludisme. La première cause de consultation chez les adultes et de décès chez les enfants de moins de cinq ans demeure le paludisme.

### Pathologies spécifiques
La situation épidémiologique de la Côte d’Ivoire est dominée par les maladies infectieuses dont les principales sont l’infection à VIH/SIDA, la tuberculose et le paludisme.

#### Le Sida en Côte d'Ivoire
En Côte d’Ivoire, depuis la découverte en 1985 des premiers cas de Syndrome d'immunodéficience acquise (Sida), le nombre de malades est en constante croissance, faisant de ce pays l'un des plus touchés au sein du bloc épidémiologique de l’Afrique de l'Ouest avec une séroprévalence moyenne estimée à 4,7 %[Quand ?]. En 2014, 2,8% des 15-49 ans vit avec le virus du VIH. Ce taux s'élève à 9,8% chez les usagers de drogues.
Devenu depuis 1998, la première cause de décès chez les adultes de sexe masculin et la deuxième cause de décès chez les femmes, le Sida constitue un véritable problème de développement en Côte d'Ivoire. Les populations les plus vulnérables à l'infection sont les femmes, les prostituées, les jeunes, les migrants et les hommes ayant des rapports homosexuels. Diverses études socio anthropologiques ont montré que l'infection par le VIH/Sida, ses modes de transmission et les moyens de s'en protéger étaient assez bien connus par une grande partie des populations  bien que des idées erronées sur la maladie soient encore largement partagées au sein des populations. Les comportements à risque sont encore nombreux au niveau général de la population avec une fréquence plus élevée en milieu urbain où la fréquence des rapports sexuels à risques est de 41 % contre 27 % en milieu rural.
En réponse à ce fléau, le pays s’est doté sur le plan institutionnel, d'une structure gouvernementale spécifique devenue depuis le 24 janvier 2001, le Ministère de la lutte contre le Sida. Celui-ci planifie, oriente, coordonne, suit et évalue les programmes de lutte contre le Sida. Ce ministère assure également la mobilisation des fonds et des expertises en faveur des différents acteurs de la lutte contre la pandémie.

#### La tuberculose en Côte d'Ivoire
Première infection opportuniste et principale cause de morbidité et de mortalité chez les personnes infectées par le VIH en Afrique subsaharienne, la tuberculose touche en Côte d'Ivoire 24 047 dont 15 292 (63 %) développent des formes contagieuses. Durant l'année 2008, 107 structures sanitaires ont été impliquées dans le dépistage et le traitement de la maladie.
Selon l'OMS, la Côte d'Ivoire présente, par rapport au reste de l'Afrique, des cas de tuberculose multirésistante « anormalement élevés ». L'hypothèse la plus vraisemblable pour expliquer une telle situation dans ce pays serait la mauvaise prise en charge de la maladie pendant une période relativement longue.

#### Le paludisme en Côte d'Ivoire
Plus de 90 % de la population est exposée au risque du paludisme en Côte d’Ivoire. Cette maladie reste la première cause de consultation dans les formations sanitaires de base et, dans les services de pédiatrie, demeure la première cause de mortalité chez les enfants âgés de moins de 5 ans. En moyenne, chaque heure, huit enfants meurent en Côte d'Ivoire de paludisme soit 173 enfants par jour. La maladie occasionne également 42 % d'absentéisme professionnel et scolaire, et induit la perte de 52 % de la production agricole.
En l'absence du vaccin contre le paludisme, la moustiquaire imprégnée reste la méthode de prévention par excellence. Cette méthode a prouvé son efficacité en permettant la réduction de 50 % de la morbidité palustre et d'environ 50 % à 78 % de la mortalité infanto-juvénile.

## Perspectives

### L'intégration des médecines modernes et traditionnelles
En 1976, l'Organisation mondiale de la santé reconnaît que la médecine traditionnelle et ses praticiens constituent un potentiel de ressources pour les services de santé (résolution WHA29.72). Elle lance l'année suivante un programme d'utilisation officielle de la médecine traditionnelle dans les systèmes de santé des pays en développement (résolution WHA30.49) puis aborde la question des plantes médicinales dans une optique plus globale (résolution WHA31.33). Mais, hormis la valorisation de la pharmacopée locale, les résolutions de l'Assemblée mondiale de la santé ne sont suivies en Côte d'Ivoire d'aucune politique de mise en œuvre. Lorsque, durant les années 1985-1995, les structures de santé s'effondrent sous le poids des programmes d'ajustement structurel et que le Sida apparaît et se développe, le recours des populations à la médecine traditionnelle africaine connaît une exceptionnelle amplification. Elle met, à l'occasion, plus fortement en évidence la problématique d'une médecine nationale intégrant médecine moderne et médecine traditionnelle.
Ainsi, en 1996, une démarche visant une sorte de « modernisation par le haut », se traduit par la mise en place progressive d'un cadre institutionnel de coopération entre médecine moderne et médecine traditionnelle africaine. Il est créé, par décret, au sein du ministère de la santé publique, une sous-direction de la médecine traditionnelle et la réglementation. Il est également précisé  par la réglementation les conditions d'autorisation, d'immatriculation et d'installation dans le secteur privé des professions de santé dont les praticiens de la médecine traditionnelle africaine. Le plan national de développement sanitaire (PNDS) prévoit enfin, un financement de la collaboration entre médecine moderne et traditionnelle.
Sur le plan théorique, ce nouveau cadre institutionnel repose sur plusieurs bases. D'abord, la nécessité d'une bonne organisation par l'identification des praticiens ainsi que celle de leurs compétences à recenser puis à classer les plantes utiles. Ils doivent dans ce cadre, être en mesure de définir des normes d'hygiène dans leurs établissements d'exercice, mais aussi être capables de se regrouper dans des associations ou en une corporation autonome à même de prendre en charge leurs intérêts et à instaurer une discipline interne. Ensuite, l'exigence d'une collaboration entre les deux types de médecines en favorisant l'échange de ressources de santé en l'occurrence les médicaments, les soins, la formation et l'expérience. Enfin, le besoin d'une intégration impliquant la participation de chaque type à l'amélioration globale du système national de santé.
En pratique, une démarche de « modernisation par le bas » laisse apparaître des contradictions et des luttes opposant les médecines modernes et traditionnelles. Hormis l'opposition de type métaphysique et religieux affichée par certaines sectes contre toute médecine (cas de l'Église de Christianisme céleste qui soignerait toutes les maladies), les deux médecines sont parfois divisées par une opposition de type culturel fondée sur la croyance en la toute-puissance de la tradition. C'est le cas des Lobi qui ne fréquentent presque jamais un hôpital préférant toujours s'adresser au tildare, le devin guérisseur du lignage. Toutefois et de manière plus générale, leur opposition se situe plus fréquemment dans l'hétérogénéité de leurs méthodes et de leurs techniques.
Des initiatives de coopération existent cependant entre les personnels de santé modernes et les personnels de santé traditionnels.

## Santé des Adolescents en Côte d'Ivoire
La démographie de la Côte d'Ivoire se caractérise par une proportion significative de jeunes, avec soixante pour cent de la population âgée de moins de 24 ans. Néanmoins, les besoins spécifiques des adolescents et des jeunes ne sont pas toujours intégralement pris en considération dans les politiques sectorielles en vigueur.
Les comportements à risque développés dès l'adolescence ont des implications durables sur la santé. Les taux élevés de grossesses précoces, de tabagisme, d'alcoolisme, de toxicomanie, d'infections sexuellement transmissibles et de VIH/SIDA chez cette population soulignent l'importance de promouvoir des comportements sains dès la pré-adolescence.
L'amélioration de la santé des enfants, des adolescents et des jeunes a toujours été une priorité en Côte d'Ivoire, se traduisant par l'engagement dans des initiatives internationales, l'adoption de législations et la mise en place de cadres de référence pour garantir l'accès universel aux services de santé.
Un atout majeur réside dans la présence de centres et de services de santé scolaires et universitaires accessibles à tous les adolescents et jeunes, en accord avec le nouveau cadre de politique nationale en matière de santé des adolescents et des jeunes.
Le milieu scolaire offre des opportunités pour des actions de masse dans le domaine de l'éducation sanitaire, tout en présentant des besoins sanitaires spécifiques. Les élèves et étudiants, partageant un environnement pendant la majeure partie de l'année scolaire, sont exposés à un risque accru de propagation de maladies diverses. Cela offre au gouvernement l'opportunité de développer des mesures pour garantir un environnement scolaire sain, favorisant des conditions d'apprentissage optimales sur les plans physique et mental.
Le Programme National de Santé Scolaire et Universitaire, reflétant la volonté politique du gouvernement, joue un rôle crucial dans la promotion de la santé des élèves et étudiants, contribuant ainsi à relever les défis futurs en matière de santé publique. Ce programme offre une gamme de prestations préventives, promotionnelles et curatives pour assurer le développement global des jeunes sur les plans physique, mental et social.